# Cangjie
Cangjie ou Tsang-kie (Wade-Giles: Ts'ang-chieh) foi uma figura bastante importante na antiga China (2650 a.C.), intitulando-se o historiador oficial do Imperador Amarelo e o inventor dos ideogramas chineses. Diz a lenda que ele tinha quatro olhos e quatro pupilas e, quando inventou os caracteres, as divindades e os espíritos choraram e o céu verteu milhete. Ele é mais considerado uma figura lendária do que uma figura histórica ou, pelo menos, não é considerado como o único inventor dos caracteres chineses. O método Cangjie, ou seja, o método de introdução dos caracteres chineses no computador, recebeu seu nome. Sua existência não é improvável, já que há, atualmente, indícios de métodos de escrita na China há mais de 8.000 anos. Uma rocha marciana, visitada pela sonda de exploração Spirit, também recebeu seu nome pela equipe do projeto Rover da NASA.